# ذكريات قاتل
ذكريات قاتل (بالكورية: 살인의 추억)‏ فيلم جريمة كوري جنوبي من كتابة واخراج بونغ جون هو. مقتبس من القصة الحقيقية لجرائم قتل هواسونغ المتسلسلة، التي حدثت بين عام 1986م و1991م في مقاطعة غيونغي. الفيلم من بطولة سونغ کانغ-هو وکیم سانغ-کیونغ.

## القصة
الفيلم مبني على واقعه حقيقية حدثت في أحد القرى الكورية في عام 1986، في تلك الفترة حدثت سلسلة جرائم قتل لعدد من نساء القرية في ليالي متفرقة تحت اجواء متشابهة، القصة تتبع المحققين الموكلين بالقضية (احدهم من القرية والاخر تم استدعائه من العاصمة سول) ومحاولاتهم اليائسة لحل القضية، الضغوطات النفسية التي يمرون فيها من مواجهة الاهالي ومعرفتهم بالفشل وعدم المقدرة على فعل شيء، إلى ان ينتهي بهم الامر إلى خرق الانظمة والبحث عن أي مشتبه فيه.

## الممثلون
- سونغ كانغ هو في دور بارك دو مان، المحقق الرئيسي
- كيم سانغ كيونغ في دور سيو تاي يون، المحقق من سول
- كيم روي ها في دور تشو يونغ كو، شريك بارك
- سونغ جاي هو في دور الرقيب شين دونغ تشول
- بيون هي بونغ في دور الرقيب كو هي بونغ
- جو سيو هي في دور الضابط كوان كوي أوك
- ريو تاي هو في دور جو بيونغ سون، المشتبه به الثاني
- بارك نو شيك في دور بايك كوانغ هو، المشتبه به الأول
- بارك هاي إيل في دور بارك هيون غيو، المشتبه به الثالث
- جون مي سون بدور كووك سول يونغ، صديقة بارك دو مان ثم زوجته
- يوم هي ران في دور والدة سو هيون

## أقرأ ايضاً
- جرائم قتل هواسونغ المتسلسلة

## روابط خارجية
- ذكريات قاتل على موقع IMDb (الإنجليزية)
- ذكريات قاتل على موقع ميتاكريتيك (الإنجليزية)
- ذكريات قاتل على موقع روتن توميتوز (الإنجليزية)
- ذكريات قاتل على موقع نتفليكس (الإنجليزية)
- ذكريات قاتل على موقع ألو سيني (الفرنسية)
- ذكريات قاتل على موقع Turner Classic Movies (الإنجليزية)
- ذكريات قاتل على موقع أول موفي (الإنجليزية)
- ذكريات قاتل على موقع بوكس أوفيس موجو (الإنجليزية)
- ذكريات قاتل على موقع فيلمافينيتي (الإسبانية)
- ذكريات قاتل على موقع قاعدة بيانات الأفلام السويدية (السويدية)